# ワンダー・ウーマンとマーストン教授の秘密
『ワンダー・ウーマンとマーストン教授の秘密』（ワンダーウーマンとマーストンきょうじゅのひみつ、Professor Marston and the Wonder Women）は2017年のアメリカ合衆国の伝記映画。監督はアンジェラ・ロビンソン、出演はルーク・エヴァンスとレベッカ・ホール、ベラ・ヒースコートなど。
DCコミックスの『ワンダーウーマン』の生みの親で、嘘発見器を発明した心理学者でもあるウィリアム・モールトン・マーストンの人生を描いている。
本作は日本国内で劇場公開されなかったが、2018年3月21日にDVDが発売された。

## ストーリー
1928年、ハーバード大学で心理学の研究をしていたマーストン夫妻（ウィリアムとエリザベス）は、オリーヴ・バーンを助手に採用した。オリーヴはフェミニストの活動家として有名なエセル・バーンの娘であった。オリーヴは嘘発見器の開発やDISC理論の研究を大いに助けた。一緒に仕事をしているうちに、3人はどんどん親密な関係になっていった。その関係はやがてポリアモリーに至った。
3人の特殊な関係が大学内で噂になったため、マーストン夫妻は教授職をクビになってしまった。その直後、オリーヴの妊娠が判明したため、彼女はマーストン夫妻と同居することになった。3人はポリアモリーの続行を決めたが、周囲にそれがバレないような振る舞いを心がけた。3人はニューヨーク郊外で幸せに暮らしていた。エリザベスとオリーヴが同時に妊娠するというハプニングも起きたが、「オリーヴは未亡人なのです」と近所の人たちに釈明して難を逃れた。やがて、ウィリアムは作家としてのキャリアを歩み始めたが、一家の生計を支えたのは秘書として働くエリザベスであった。オリーヴは子供たちの面倒を見る傍ら、小説を執筆してそれを出版社に送付していた。3人は4人の子供を育てることになり、エリザベスは娘の一人にオリーヴにちなんだ名前を付けた。
ウィリアムは偶然立ち寄った画廊に展示されていた作品に衝撃を受けた。店主のチャールズ・ギエットが集めたフェティッシュ・アートがウィリアムのDISC理論を実証するようなものだったからである。当初、エリザベスはそうした作品を拒絶していたが、作品にインスパイアされた衣装を身につけたオリーヴの美しさに心を打たれ、徐々に態度が軟化していった。この衣装は後にダイアナのコスチュームに反映されることになった。
作家としての仕事の依頼が来るようになったウィリアムは、アマゾーンをモデルにしたヒロインを主人公にした漫画を執筆し始めた。漫画の執筆に当たっては、ウィリアムの心理学者としての知見と3人のポリアモリー生活が大いに役立った。また、ウィリアムには男女同権を目指すフェミニスト運動を支援したいという思いもあった。彼はナショナル・ペリオディカル出版のマックス・ゲインズに企画を持ち込んだ。ゲインズは漫画の出来映えに驚嘆し、同社から出版する決断を下した。その際、ゲインズはウィリアムに「主人公の名前をもっと単純にしてはどうでしょう。例えば、ワンダーウーマンとか。」と提案し、ウィリアムはそれに同意した。それが功を奏したのか、『ワンダーウーマン』は大ベストセラーとなった。その印税収入でマーストン一家の家計は一気に潤った。
しかし、予期せぬ事態が発生したために、マーストン一家の人間関係は急激に悪化していくこととなった。

## キャスト
※括弧内は日本語吹替
- ウィリアム・モールトン・マーストン: ルーク・エヴァンス（上田燿司）
- エリザベス・ホロウェイ・マーストン（英語版）: レベッカ・ホール（よのひかり）
- オリーヴ・バーン（英語版）: ベラ・ヒースコート（下山田綾華）
- メアリー: モニカ・ジョルダーノ
- チャールズ・ギエット（英語版）: JJ・フィールド（間宮康弘）
- マックス・ゲインズ（英語版）: オリヴァー・プラット（遠藤純一）
- ジョゼット・フランク（英語版）: コニー・ブリットン（定岡小百合）

## 製作
本作の主要撮影は2016年10月上旬に始まった。

## 公開・興行収入
2017年9月9日、本作はスペシャル・プレゼンテーションに出品されていた第42回トロント国際映画祭でプレミア上映された。
2017年6月に公開された『ワンダーウーマン』がヒットしたこともあって、原作漫画誕生の経緯を描き出した本作のヒットも期待されたが、期待通りの結果にはならなかった。本作は『ハッピー・デス・デイ』及び『ザ・フォーリナー/復讐者』、『マーシャル 法廷を変えた男』と同じ週に公開され、公開初週末に300万ドル前後を稼ぎ出すと予想されていたが、実際の数字はそれを下回るものであった。2017年10月13日、本作は全米1229館で封切られ、公開初週末に73万ドルを稼ぎ出し、週末興行収入ランキング初登場14位となった。

## 評価
本作は批評家から高く評価されている。映画批評集積サイトのRotten Tomatoesには150件のレビューがあり、批評家支持率は86%、平均点は10点満点で7.2点となっている。サイト側による批評家の見解の要約は「主役3人の名演のお陰で、『ワンダー・ウーマンとマーストン教授の秘密』はファクトベースの魅力的な物語に、映画的な真実味という名の投げ縄を巻き付けている。」となっている。また、Metacriticには38件のレビューがあり、加重平均値は68/100となっている。